# نهائي كأس إفريقيا للأندية البطلة 1986
نهائي كأس أفريقيا للأندية البطلة 1986 هو الجولة النهائية من كأس أفريقيا للأندية البطلة 1986، بين نادي الزمالك وأفريكا سبورتس. فاز الزمالك في النهاية بضربات الجزاء الترجيحية 4-2.

## الفرق
| الفريق        | المنطقة      | وصول سابق (الخط الغليظ يشير إلى بطل تلك النسخة) |
| ------------- | ------------ | ----------------------------------------------- |
| الزمالك       | شمال أفريقيا | 1 (1984)                                        |
| أفريكا سبورتس | غرب أفريقيا  | 0                                               |

## المباريات

### الذهاب
| الزمالك         | 2–0 | أفريكا سبورتس |
| --------------- | --- | ------------- |
| يونس 45+1'، 49' |     |               |

### الإياب
| أفريكا سبورتس | 2–0   | الزمالك |
| ------------- | ----- | ------- |
|               |       |         |
| ركلات الترجيح |       |         |
|               | 3 – 4 |         |